# Democratisch Front voor de Hereniging van het Vaderland
Het Democratisch Front voor de Hereniging van het Vaderland (Koreaans: 조국통일민주주의전선) is een mantelorganisatie in de Democratische Volksrepubliek Korea (Noord-Korea).
Het Front wordt geleid door de Koreaanse Arbeiderspartij en werd op 22 juli 1946 opgericht onder de naam Democratisch Nationaal Eenheidsfront van Noord-Korea welke in 1949 formeel fuseerde met het Nationaal-Democratisch Front van Zuid-Korea waarna de huidige naam werd aangenomen. Het Front telt naast de Arbeiderspartij nog twee andere politieke partijen, de Sociaaldemocratische Partij en de Chondoïstische Chongu-partij. Deze partijen bezitten geen werkelijke macht, maar zijn wel in het parlement vertegenwoordigd (als onderdeel van het Nationaal Front). Daarnaast telt het Front meer dan twintig massaorganisaties, waarvan de belangrijkste de Kimilsungistische-Kimjongilistische Jeugdliga, de Socialistische Vrouwenunie van Korea, de Algemene Federatie van Vakverenigingen en de Unie van Landarbeiders van Korea de belangrijkste zijn.
In de Republiek Korea (Zuid-Korea) is het Anti-Imperialistisch Nationaal Democratisch Front werkzaam, de officiële afdeling van het Democratisch Front voor de Hereniging van het Vaderland in zuidelijk deel van het Koreaanse schiereiland.
De tegenwoordige voorzitter van het Democratisch Front is Pak Myong-chol (*1941).

## Aangesloten partijen
Sinds de eerste verkiezingen van 1948 bezet het Democratisch Front alle zetels in de Opperste Volksvergadering, het eenkamerparlement van Noord-Korea. De meerderheid van de zetels komt altijd toe aan de Koreaanse Arbeiderspartij. Naast politieke partijen hebben ook enige partijloze kandidaten zitting in het parlement.
| Naam                                                                        | Embleem | Ideologie                   | Oprichtingsdatum | Zetels    |
| --------------------------------------------------------------------------- | ------- | --------------------------- | ---------------- | --------- |
| Koreaanse Arbeiderspartij 조선로동당 Chosŏn Rodongdang                      |         | Juche Songun                | 29 juli 1946     | 607 / 687 |
| Koreaanse Sociaaldemocratische Partij 조선사회민주당 Chosŏn Sahoe Minjudang |         | Sociaaldemocratie (Formeel) | 3 november 1945  | 50 / 687  |
| Chondoïstische Chongu-partij 천도교청우당 Ch'ŏndogyo Ch'ŏngudang            |         | Cho'ngogyo belangen         | 18 februari 1946 | 22 / 687  |

## Aangesloten massaorganisaties (selectie)
- Chongryon[bron?] (1955) : Organisatie die zich inzet voor Zainichi Koreanen in Japan. Heeft ook 6 zetels in de Opperste Volksvergadering;
- Kimilsungistische-Kimjongilistische Jeugdliga (1946) : Jeugdbeweging voor jongeren van 15-30 jaar; de huidige naamgeving dateert van 2016;
- Koreaanse Jonge Pioniers (1946) : Jeugdbeweging voor kinderen van 6-15 jaar;
- Socialistische Vrouwenunie van Korea (1945) : vrouwenbond met meer dan 200.000 leden;
- Algemene Federatie van Vakverenigingen van Korea (1945) : enige legale vakvereniging met meer dan 1.500.000 leden;
- Unie van Landarbeiders van Korea (1946) : boerenbond met meer dan 1.500.000 leden;
- Koreaanse Unie van Journalisten (1946);
- Koreaanse Federatie voor Literatuur en Kunsten (1946);
- Koreaanse Vredesraad[bron?]
- Koreaanse Raad van Gelovigen[3] (1989) : hierbij zijn aangesloten:
  - Koreaanse Boeddhistische Federatie[3] (1945);
  - Koreaanse Christelijke Federatie (1946) : alleen voor protestantse Christenen;
  - Koreaanse Katholieke Vereniging[3] (1945) : alleen voor Rooms-katholieke Christenen;
  - Koreaans Orthodox Comité[3] (2002) : alleen voor Oosters-orthodoxe Christenen;
  - Stuurgroep voor de Religie van de Hemelse Weg[3] (1945/1946) : alleen voor Cho'ngogyo-gelovigen